# تیم ملی بسکتبال چین تایپه
تیم ملی بسکتبال چین تایپه یا تایوان نماینده کشور تایوان در مسابقات بین‌المللی بسکتبال است و زیر نظر CTBA (انجمن بسکتبال چین تایپه) سازماندهی و اداره می‌شود.

## تاریخچه
تیم ملی بسکتبال تایوان در بازی های المپیک ۱۹۳۶ در اولین مسابقات بسکتبال المپیک شرکت کرده بود و مقام پانزدهم را گرفت. بهترین نتیجه در مسابقات بین المللی مقام چهارم در جام جهانی ۱۹۵۹ بود.این دومین تیم برتر آسیا بود که تاکنون در جام جهانی حضور داشت. به همین ترتیب در دهه ۱۹۵۰ دو مقام دوم در مسابقات بسکتبال بازی های آسیایی ۱۹۵۴و ۱۹۵۸سقوط کرد.در مسابقات بسکتبال آسیا ، تایوان موفق شد در مسابقات ۱۹۶۰ و ۱۹۶۳ و دو مدال برنز در مسابقات ۱۹۷۳ و ۱۹۸۹ موفق به کسب دو مدال نقره شود. به دلیل درگیری با چین ، تایوان نتوانست در پنج دوره قهرمانی آسیا شرکت کند.